# پرامودیا انانتا تور
پرامودیا انانتا تور (انگلیسی: Pramoedya Ananta Toer؛ ۶ فوریه ۱۹۲۵ – ۳۰ آوریل ۲۰۰۶) یک رمان‌نویس، نویسنده و پژوهشگر تاریخ و مردم اهل اندونزی بود.
آثار او به دوران استعمار اندونزی، مبارزه برای استقلال اندونزی تحت اشغال ژاپن در طول جنگ جهانی دوم و همچنین پس از استعمار رژیم‌های اقتدارگرای سوکارنو و سوهارتو می‌پردازد و حاوی شخصیت‌ها و نکاتی از تاریخ ملی اندونزی است. حاکمیت هلند او را از ۱۹۴۷ تا ۱۹۴۹ به زندان انداخت و همچنین از سال ۱۹۶۵ تا ۱۹۷۹ در زمان رژیم سوهارتو نیز زندانی بود.
در ۶ فوریه ۲۰۱۷ گوگل دودل صفحه اصلی خود را در اندونزی به مناسبت ۹۲مین سالروز تولدش با نقشی از او تغییر داد.

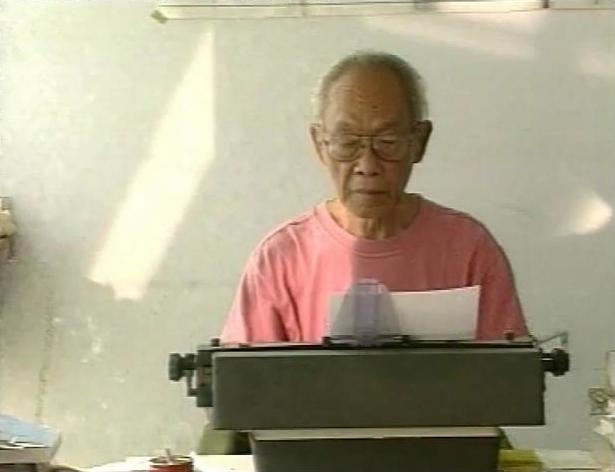
پرامودیا در دهه ۱۹۹۰

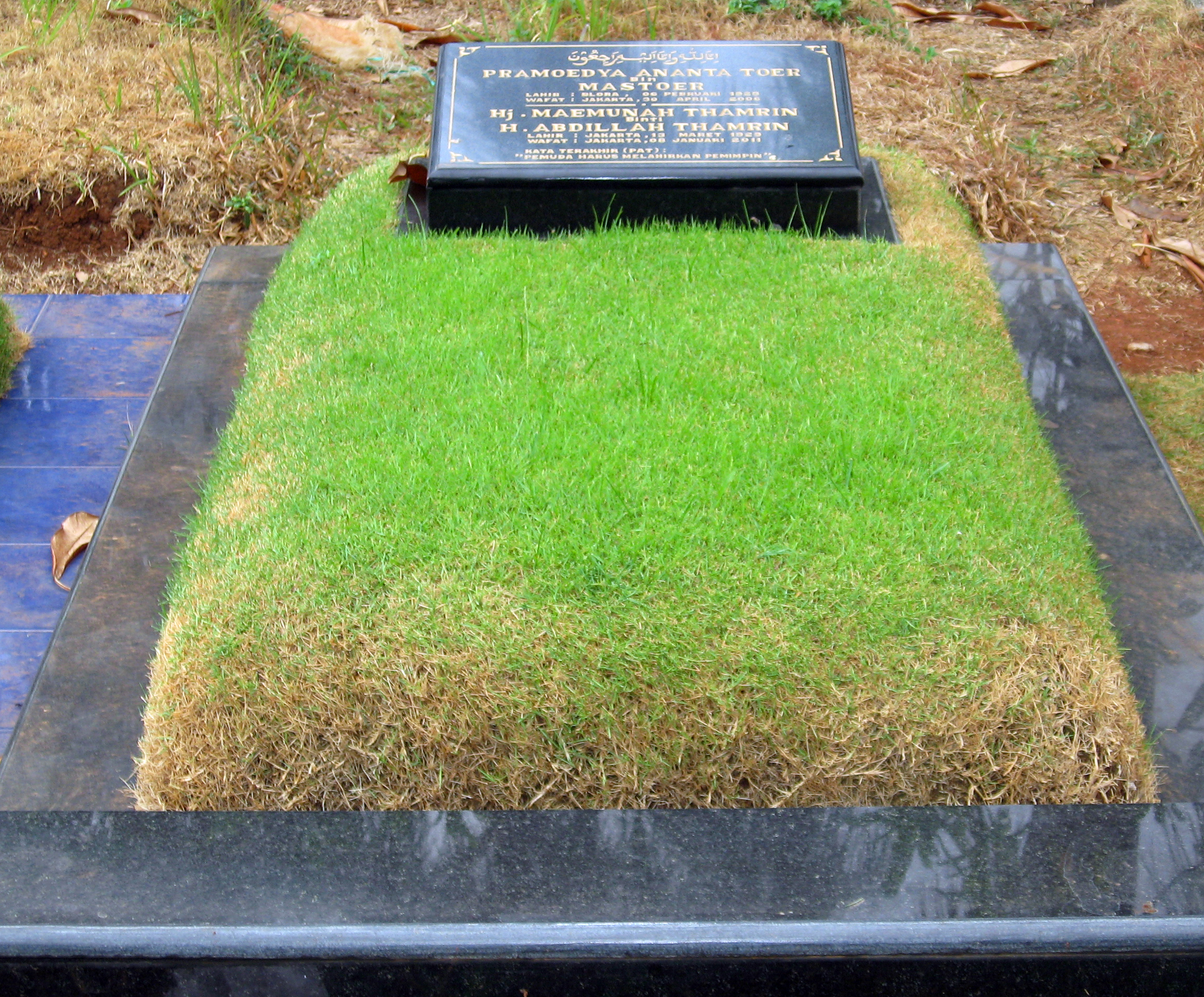
آرامگاه پرامودیا در گورستان جاکارتا